# Rickety Gin
Rickety Gin är en förlorad animerad kortfilm från 1927 med Kalle Kanin i huvudrollen.

## Handling
Kalle Kanin jobbar som polis och friar till en sjuksköterska i en park. Det dröjer inte länge förrän Kalle blir berusad av en skurk som försöker fria till sjuksköterskan iklädd Kalles polisuniform.

## Om filmen
Filmen var från början tänkt att gå under titeln Whose Hootch, Officer 999, men ändrades till slut till Rickety Gin.
Filmen har gått förlorad och finns inte tillgänglig, däremot finns bildmanus sparat.